# Cesarea di Mauretania
Cesarea di Mauretania (anticamente Iol, in epoca romana Caesarea Mauritaniae e oggi Cherchell) è una antica città fenicia, numida e romana e si trova sulla costa mediterranea dell'Africa settentrionale, nell'odierna Algeria.

## Storia
La località fu approdo fenicio-punico, come testimoniano i materiali archeologici rinvenuti sotto il Foro romano (VIII-VI secolo a.C.) e nell'isolotto di Joinville (V secolo a.C.).
Nel IV secolo a.C. era una città punica con il nome di Iol o Jol. Fece in seguito parte del regno di Numidia, ma nel 105 .C., con la caduta del re Giugurta, entrò a far parte della Mauretania.
La città fu rifondata nel 25 a.C. dal re numida Giuba II con il nome di Caesarea Mauritaniae e divenne un centro di cultura ellenistica nell'Africa settentrionale.
Dal 41 d.C. divenne la capitale della provincia romana della Mauretania Cesariense e poco dopo, sotto l'imperatore Claudio, ottenne il titolo di colonia, aggiungendo al nome l'epiteto di Claudia. Vi nacque, intorno al 164 l'imperatore Macrino (217-218).
Dal II secolo vi si diffuse il Cristianesimo e la città fu sede vescovile e successivamente un centro del Donatismo. Fu presa e incendiata durante la rivolta dell'usurpatore Firmo (372-375) e in epoca bizantina fu la capitale della provincia della Mauretania Secunda.

## Descrizione

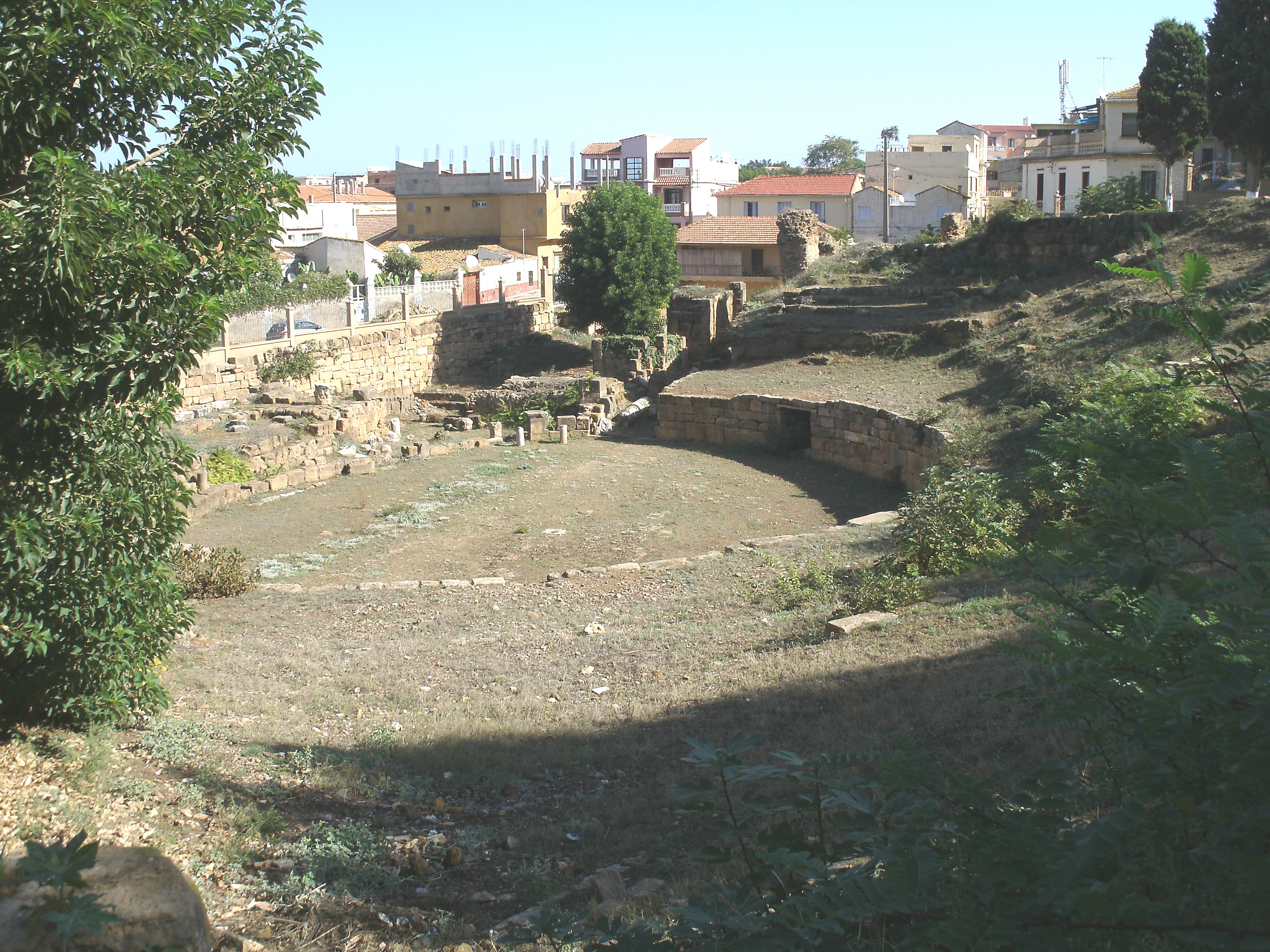
Resti dell’anfiteatro di Cesarea a Cherchell

Il re Giuba II aveva circondato la città di una cinta di mura di 4.460 m di lunghezza, forse completato da difese anche sul lato verso il mare, che comprendeva un'area di 370 ettari. Per ragioni sia strategiche che di ostentazione, sul lato opposto, verso sud, le mura sorgevano ad un'altitudine vicina ai 200 m, sull'orlo dell'altopiano che domina la città, comprendendo all'interno tutto un anfiteatro di colline. Fu effettivamente edificata solo la fascia pianeggiante lungo il mare, larga tra i 400 e i 500 m.
La città fu dotata degli edifici pubblici delle città romane: sorse un teatro che con quello di Utica, all'epoca capitale della provincia d’Africa, fu il più antico dell'Africa settentrionale, contemporaneo del teatro di Marcello a Roma. Fu costruito anche un anfiteatro.
Il museo archeologico di Cherchell raccoglie i reperti rinvenuti.